# Faxaflói
A Faxaflói egy öböl az Atlanti-óceánhoz tartozó Irminger-tenger északkeleti részén, Izland délnyugati partjainál. A Snæfellsnes és a Reykjanes félszigetek fogják közre. Délkeleti partján fekszik az ország fővárosa, Reykjavík.
Több kisebb öböl, fjord nyílik belőle, például a Kollafjörður a fővárostól északra, ahol Viðey szigete is található.
Korábban a part menti halászat jelentős élelemforrása volt a helyieknek, napjainkban azonban a mélytengeri halászat váltotta fel.

## Fordítás
- Ez a szócikk részben vagy egészben a Faxaflói című angol Wikipédia-szócikk ezen változatának fordításán alapul.  Az eredeti cikk szerkesztőit annak laptörténete sorolja fel. Ez a jelzés csupán a megfogalmazás eredetét és a szerzői jogokat jelzi, nem szolgál a cikkben szereplő információk forrásmegjelöléseként.

- |  | A Wikimédia Commons tartalmaz Faxaflói témájú médiaállományokat. |